# Återkomsten (film, 1976)
Återkomsten är en svensk TV-film från 1976 med regi och manus av Per Gunnar Evander.

## Rollista
- Margit Carlqvist – Karin
- Svante Odqvist – Manfred
- Henrik Schildt – Valter
- Jan-Olof Strandberg – Simon

### Fotnoter
1. ↑  ”Återkomsten”. IMDb.com. http://www.imdb.com/title/tt0175372/?ref_=fn_al_tt_6. Läst 27 mars 2013.